# حبيلة (السودان)
هبيلة بلدة  زراعية في جنوب كردفان غنية بمحصول الذرة الرفيعة ، توجد بها مشاريع الزراعة الالية عبر مؤسسة جبال النوبة السودان، تقع على بعد عدة كيلومترات جنوب شرق أم دم.

## الاقتصاد
تم تطوير المنطقة لأول مرة للزراعة الآلية المطرية في عام 1968.  بإستخدام التربة الطينية التكسيرية الخصبة التي لم تكن مناسبة للزراعة التقليدية لمحاولة تحسين مشاكل نقص الغذاء.  أنتجت  هبيلة إنتاج كبير في ذلك العام مكن من سد الفجوة الغذائية  ،  وخلق فائض للتصدير.
الإستثمار في الأراضي الزراعية:
شجعت الحكومة الإستثمار  الخاص في هبيلة وقسمت الأرض إلى أفدنة (حوالي 0.4 هكتار)، 
وتم تمليكها للقطاع الخاص عن طريق الإجارة
بعقود لمدة أربعة سنوات
. كان من المقرر ترك عقود الإيجار الأصلية دون إراحة بعد أربع سنوات وكان من المقرر السماح بعقود إيجار جديدة للأراضي البور المجاورة لمنع انحلال التربة. وبحلول عام 1979، جرى تأجير حوالي 147000 هكتار رسميًا بموجب المخططات الرسمية للذرة الرفيعة. 
التخطيط:
توسّع الإنتاج بشكل كبير  نتيجة اجارات الأراضي وتناقصت نسبة الأراضي البور بشكل كبير، حيث أُنتج حوالي 45 في المائة من الزراعة الآلية في مناطق غير قانونية بحلول عام 1985. أدى المزارعون الذين سعوا لتحقيق أرباح سريعة في النهاية إلى استنفاد الأرض. حدث هذا في أماكن أخرى كثيرة في السودان في أعقاب سياسة الحكومة في السبعينيات لتصبح «سلة غذاء العالم العربي». أدى سوء تخطيط  الأرض إلى الجفاف والحرب الداخلية والمجاعة حيث أصبحت التربة غير خصبة وغير مستدامة في هبيلة ووصلت إلى أزمة عام 1994.